# جاستین گری (بسکتبال)
جاستین گری (انگلیسی: Justin Gray؛ زادهٔ ۳۱ مارس ۱۹۸۴) بازیکن بسکتبال اهل ایالات متحده آمریکا است.